# Wohlen (Argovie)
Pour les articles homonymes, voir Wohlen.

Photo aérienne (1953).

Wohlen est une commune suisse du canton d'Argovie, située dans le district de Bremgarten.

## Histoire
En 1820, pour la première fois dans l'histoire de la Suisse, des troupes de divers cantons furent mises sur pied à Wohlen pour des exercices communs. Une aquatinte de Johann Jakob Sperli témoigne de l'évènement. Le 2e camp fédéral de tactique est organisé à Bière en août 1822.

## Culture et patrimoine

### Héraldique
| Blason | Blasonnement : De sable chapé d'argent au chef de gueules. |

### Monuments et curiosités
- L'église paroissiale Saint-Léonard est un édifice néo-classique en forme de temple construit par Niklaus Purtschert entre 1804 et 1807[6].

### Personnalités
- Gertrud Heinzelmann, suffragette et avocate Suisse.
- Viktor Kortchnoï, vice-champion du monde des échecs en 1978 et 1981, est enterré au cimetière de la ville[7].